# All Areas - Worldwide
All Areas - Worldwide es un doble álbum en vivo de la banda alemana de heavy metal Accept, publicado en 1997 por GUN Records para Europa y al año siguiente en los Estados Unidos por el sello CMC International. Cabe señalar que la edición lanzada en el mercado estadounidense y Japón fue titulada como The Final Chapter.
Se puso a la venta como un disco doble; cuyas primeras catorce canciones fueron grabadas en 1993 durante la gira promocional de Objection Overruled, mientras que las seis restantes fueron registradas en 1994 durante la gira de Death Row.

## Lista de canciones
| Disco uno |                             |          |  |
| N.º       | Título                      | Duración |  |
| 1.        | «Starlight»                 | 5:22     |  |
| 2.        | «London Leatherboys»        | 4:41     |  |
| 3.        | «I Don't Wanna Be Like You» | 4:28     |  |
| 4.        | «Breaker»                   | 4:47     |  |
| 5.        | «Slave to Metal»            | 5:10     |  |
| 6.        | «Princess of the Dawn»      | 10:47    |  |
| 7.        | «Restless and Wild»         | 2:47     |  |
| 8.        | «Son of a Bitch»            | 3:27     |  |
| 9.        | «This One's for You»        | 4:07     |  |
| 10.       | «Bulletproof»               | 6:16     |  |
| 11.       | «Too High to Get It Right»  | 5:42     |  |

| Disco dos |                       |          |  |
| N.º       | Título                | Duración |  |
| 1.        | «Metal Heart»         | 6:19     |  |
| 2.        | «Fast as a Shark»     | 3:49     |  |
| 3.        | «Balls to the Wall»   | 11:08    |  |
| 4.        | «What Else»           | 5:29     |  |
| 5.        | «Sodom and Gomorra»   | 6:38     |  |
| 6.        | «The Beast Inside»    | 6:24     |  |
| 7.        | «Bad Habits Die Hard» | 4:53     |  |
| 8.        | «Stone Evil»          | 4:33     |  |
| 9.        | «Death Row»           | 6:00     |  |

## Músicos
- Udo Dirkschneider: voz
- Wolf Hoffmann: guitarra eléctrica
- Peter Baltes: bajo
- Stefan Kaufmann: batería
- Stefan Schwarzmann: batería en las últimas seis canciones del segundo disco